# Fruentimmer
Fruentimmer havde oprindeligt betydningen kvindeværelse, men er efterfølgende blevet anvendt om en enkelt kvinde. Senere fik ordet en nedsættende mening.

## Etymologi
Ordet er lånt fra plattysk frûentimmer. Det tilsvarende ord på højtysk er Frauenzimmer. Den oprindelige betydning af ordet er "kvindeværelse", det tyske ord Zimmer betyder "bygningstømmer" eller "værelse".

## Betydning
Fra betydningen "kvindeværelse" fik ordet efterfølgende betydningen "samling af kvinder", før det til sidst blev til betydningen "en kvinde". Ordet kom næppe ind i dansk sprog før 1500-tallet, og betydningen som "en kvinde" kendes først fra 1600-tallet. Meningen som "kvindeværelse" forsvandt stort set omkring 1700, mens den kollektive betydning "kvinder" holdt frem til over midten af 1700-tallet. Adskillige eksempler findes i Ludvig Holbergs komedier, blandt andet Jacob von Tyboe, eller den stortalende Soldat, 1723: "Tyboe vender sig til Fruentimmeret, som skriger, når de ser den blotte Kaare". Senere fik ordet en nedsættende betydning. En fornem kvinde blev i stedet betegnet med det franske dame. I retsprotokoller fra 1700- og 1800-tallet anvendes betegnelsen ofte om ugifte mødre.